# Čeplak
Čeplak je priimek v Sloveniji, ki ga je po podatkih Statističnega urada Republike Slovenije na dan 1. januarja 2010 uporabljalo 81 oseb in je med vsemi priimki po pogostosti uporabe uvrščen na 5.200. mesto.

## Znani nosilci priimka
- Jolanda Čeplak (*1976), atletinja
- Marjeta Mencin Čeplak (*1959), socialna psihologinja
- Ralf Čeplak Mencin (*1955), etnolog